# Siège de Paris (845)
Pour les articles homonymes, voir Siège de Paris.
Invasions vikings en France
Batailles
Le siège de Paris par les Vikings qui a eu lieu en 845, est le premier siège viking de la future capitale de France.

## Préambule
En mai 841, le viking danois Oscher, trouvant la Seine libre, s'avance jusqu'à Rouen, qu’il prend le 12 mai, puis qu’il pille, ruine et brûle avant de piller les abbayes de Saint-Ouen et Jumièges.
Par la suite, les incursions des pillards vikings deviennent régulières et les envahisseurs poussent rapidement plus loin à l’intérieur des terres et des fleuves.
En 845, Ragnar « aux braies velues » était à la recherche de nouvelles terres à conquérir et de nouveaux trésors à acquérir. Il décide de faire voile avec une flotte de 120 navires, transportant de 5 000 à 6 000 Vikings, jusqu'à l'embouchure de la Seine, aux environs de l'actuel emplacement de la ville du Havre.
Les Vikings remontent la Seine, s'emparent de Rouen, dévastent toute la région et en particulier les monastères et les églises, riches en objets précieux, qui excitaient la convoitise de ces pillards. Ils poussent jusqu'à Saint-Riquier et font des excursions jusqu'à Saint-Germain-en-Laye et Rueil.
En mars, Ragnar Lodbrok, décidé à poursuivre ses raids, remonte le long de la Seine pour arriver à Paris, dont l'île de la Cité est, à cette époque, la seule partie fortifiée, les faubourgs étant alors dépourvus de murailles.

## Le siège
L’épouvante gagne les Parisiens surpris par l’audace de cette expédition et peu en mesure de se défendre. Personne ne songe, en effet, à défendre la ville, qui n’a plus de défenses en bon état. Le mur romain n'ayant jamais été restauré, la ville n’avait finalement aucune défense, si ce n'est le fleuve : c’était une ville ouverte. Une population sans protection ne pouvait rien contre une invasion de marins habiles montés sur des bateaux rapides et puissants.
Alors, selon André Borel d'Hauterive, « les Parisiens se hâtèrent d'emporter au loin dans les terres leurs biens les plus précieux. Les monastères furent évacués, les religieux s'enfuirent avec les reliques de saint Germain et de sainte Geneviève, les prêtres avec leurs ornements d'église et leurs vases sacrés. Les mariniers gagnèrent en amont la Marne ou l'Yonne et cherchèrent une petite rivière, une crique pour abriter en sûreté leurs bateaux. »
Aimoin de Saint-Germain-des-Prés indique : « Sortis de leurs vaisseaux, ils se répandaient au loin dans les campagnes, massacraient une grande multitude des deux sexes, brûlaient les villages, les monastères, les églises, et exerçaient contre le peuple de Dieu tous les excès d'une fureur sans bornes ».
Cependant, pour produire un simulacre de défense, Charles le Chauve se met à la tête d'une armée, uniquement pour protéger la riche abbaye de Saint-Denis. Les soldats francs s’enfuient quand les Vikings massacrent leurs prisonniers sous leurs yeux. L’abbaye est pillée et les Normands se dirigent ensuite vers Saint-Cloud, également mis à sac, et arrivent, pour la première fois, le 28 mars 845, sous les murs de Paris, avec 120 bateaux et environ 6 000 hommes.
Les Vikings attaquent l’extrémité occidentale de l’île et attaqueront toujours cette partie par la suite. Ne rencontrant aucune opposition, ils prennent possession de la ville et pillent les faubourgs de la rive gauche, les abbayes de Saint-Germain-des-Prés et de Sainte-Geneviève, tandis qu'une partie des leurs, campant dans la forêt du Rouvre, saccagent les environs.
Le roi de Francie occidentale, Charles le Chauve, accepte alors de payer 7 000 livres de tribut à Ragnar, si celui-ci épargne la ville et pour prix de leur départ.

## Fin du siège
Après ce danegeld (rançon pour le départ des Vikings) de 7 000 livres d'argent, Ragnar rentre au Danemark.
Respectant son accord, Ragnar et ses hommes laissent Paris plus ou moins intacte mais, lors de leur retour au Danemark, ils pillent sur leur passage les villes du Nord de la France.

## Conséquences
Forts de leur victoire, les Vikings attaquent encore Paris par trois fois en 856-857, 861 et 885.

## Le siège dans la culture
- Jean-François Miniac et Alessandra Baccaglini, Vikings rois des mers, OREP, 2020 (ISBN 978-2-8151-0520-0 et 2-8151-0520-9, OCLC 1225137691, lire en ligne)